# 老師，你會不會回來？
《 老師，你會不會回來？》（英語：Turn Around）是一部真人真事改編的台灣電影，以獲得Power教師獎全國首獎、Super教師獎全國首獎和師鐸獎全國獎的南投縣中寮鄉爽文國中教導主任王政忠於國立高雄師範大學畢業當年公費實習、分發至該校為故事背景。劇情描述王政忠在看到偏鄉缺乏教育資源的窘境後，一度想調職回城市，卻因921大地震讓他下定決心留在偏鄉「翻轉教育」。2017年9月29日於台灣上映。OTT平台myVideo與FOX+同步首播。

## 劇情
王政忠從高師大畢業後分發到南投縣中寮鄉爽文國中當實習教師並擔任訓導處組長兼一年乙班導師，在目睹爽文國中的學習風氣、教學環境和資源後亟欲調至都市。想調職的政忠從淑芬姐那聽到考績優秀能夠調職，故嘗試各種教學方法、與小倫老師一起帶領爽文國中國樂社參加比賽以為其考績加分，之後在政忠在金門當兵時發生921大地震，使得學校毀損不堪。而在金門當兵的政忠因家住南投而可以先回鄉救災，回到爽文國中的政忠，與當初一年乙班剩餘平安的學生重聚。面對地震過後的生離死別，心生恐懼的她們，對政忠喊話：「老師，你會不會回來？」使政忠下定決心要繼續留在爽文國中，用心教導學生，並在最後以國樂比賽來紀念已逝去的同學。

## 演員陣容

### 主要人物
| 演員   | 角色         | 介紹 |
| 是元介 | 王政忠       | 自幼即家境貧寒，努力透過求學來翻身，大學畢業後被分發到爽文國中擔任實習老師。一心想離開爽中的王政忠，因為突如其來的大地震，而動搖了想逃離的心。 當孩子們問他「老師，你會不會回來」，他想起十幾年前的自己，一無所有，渴望救援，是老師們用愛拉他一把，讓他有今天的成就；那才是他受教育的目的，用知識幫助自己，進而幫助更多的人。 重新回到爽文國中後，王政忠發起翻轉教育革命，企圖以「拐騙」學生的方式，讓孩子們自發性學習。 |
| 夏于喬 | 小倫老師     | 在爽文國中任教音樂，是少數留下來的年輕老師，原因無他：她是在中寮鄉土生土長的小孩。 她想用教育幫助孩子們翻身，她也認為，王政忠有改變學校的能力，衷心期盼王政忠能夠留下來，但王政忠也坦率告訴她，離開偏鄉中寮、回到大城市成為名師，才是他最大的目標。然而921大地震之後，王政忠重回中寮，因為學生關鍵的一句「老師，你會不會回來？」而決定留下，兩人並攜手帶領學生走出地震傷痛。                                             |
| 趙樹海 | 爽文國中校長 | 在王政忠老師前往當兵後才到任爽中的新任校長，挑戰現有的教育制度，和王政忠的教育理念契合，是王政忠在921重回爽中最大的動力和精神支柱。 |

### 其他人物
| 演員   | 角色             | 介紹 |
| 陸弈靜 | 爽文國中前任校長 | 爽文國中前任校長，很有親和力，要求所有師生稱呼她「淑芬姐」，為了資源不足的偏鄉學校努力開源節流但也不忘教育的重要性。年屆退休的女校長，平日喜愛在校內四處幫忙整修校園，與學生打成一片，也鼓勵王政忠繼續在爽文任職。 |
| 應蔚民 | 邱一腳           | 本姓邱，因其教課時一腳踏在教室內、一腳卻在外而得名。 原本和學生不對盤，因學生們學習心態過於散漫，導致一腳老師授課態度並非積極正向。直到災後與其他老師，一同在翻轉教育上盡心盡力，也拉近了自己和學生的距離，以多元互動的方式來教學，改變學生，也改變了自己。                                                                   |
| 張瓊姿 | 王政忠的母親     | 王政忠的母親含辛茹苦撫養子女到大，對於兒子的決定一直都是默默支持。她也是王政忠心裡最大的牽掛。 |
| 紀欣妤 | 王政忠的妹妹     | 921大地震時陪伴王政忠的媽媽 |
| 檢場   | 廟公             | 提供場地給爽文國中國樂社的學生練習，後更出錢出力幫助國樂社順利練習得以順利參加全國大賽。 |
| 蘇品杰 | 大仔             | 班上的領導人物，個性孝順有責任感，但因爸爸好賭，媽媽離家，從小被年邁的阿嬤養大，故外在表現出叛逆不求上進。 王政忠一來到爽文國中，兩人輕易就槓上，直到小倫老師調解，大仔與王政忠的關係才日見好轉。 可是大仔知道，王政忠會跟之前的實習老師一樣，最後都會離開爽文、離開他們。921大地震發生後，家裡遭逢變故，他更將自己封閉起來。 |
| 石康鈞 | 阿標             | 班上的核心人物，與大仔、阿肥是朋友；瘋狂追求女班長。 在王政忠來到學校後，兩人一開始雖不對盤，但之後最先建立起感情，阿標成了最希望王政忠留下來的學生。其於921地震時罹難。 |
| 袁任甫 | 阿肥             | 班上的開心果，個子瘦小，卻被取了一個反差很大的綽號。 在921大地震過後，阿肥非常關心身邊的同學，王政忠也指派其幫助同學回歸正常生活。 |
| 紀欣伶 | 欣伶             | 班長，班上標準的好學生，小康家庭，有一個弟弟總是像跟屁蟲一樣跟在她身邊。 王政忠來到爽文，班長一直如同小幫手的協助他，她同時也是國樂社的成員，一直跟著王政忠的腳步學習。 921地震發生後，其弟罹難，使之深受打擊，王老師回來後，與小倫老師努力用音樂將她拉起來，給她再次站起來的力量。                                           |
| 邱家馨 | 豔桃             | 艷桃和湘芸是班長形影不離的死黨，她們也都是國樂社的成員，一同為國樂比賽努力練習。 而面對地震過後的生離死別，心生恐懼的她們，對王政忠喊話：「老師，你會不會回來？」激發王老師翻轉教育的動力，決心幫助學生走出地震陰霾、翻轉未來。                                                                                               |

## 票房
首日台灣票房新台幣400萬元，榮登新片冠軍。上映三天，台灣票房突破新台幣1000萬元。上映兩週，台灣票房衝破新台幣3000萬元。

## 製作公司
- 製片公司：風尚國際文化傳媒股份有限公司
- 出品公司：滿滿額娛樂有限公司、風尚國際文化傳媒股份有限公司、百聿數碼創意股份有限公司
- 聯合出品公司：FOX、衛視電影台、神州娛樂股份有限公司、鳳凰藝能股份有限公司、米銳克傳媒集團、上海明時文化傳播有限公司

## 外部連結
| - 老師，你會不會回來？的Facebook專頁 - MM2 Entertainment Taiwan的Facebook專頁 - 風尚國際文化傳媒的Facebook專頁 - 互联网电影数据库（IMDb）上《老師，你會不會回來？》的资料（英文） - 開眼電影網上《老師，你會不會回來？》的資料（繁體中文） - Yahoo奇摩電影上《老師，你會不會回來？》的資料（繁體中文） - 雅虎香港電影上《老師，你會不會回來？》的資料（繁體中文） - 豆瓣电影上《老師，你會不會回來？》的資料 （简体中文） - 时光网上《老師，你會不會回來？》的資料（简体中文） |